# Mammillaria varieaculeata
La biznaga de espinas variables (Mammillaria varieaculeata) es una biznaga de la familia de los cactos (Cactaceae). La palabra Mammillaria viene del latín mamila, pezón o teta y de -aria, que posee, lleva, es decir significa, ‘que lleva mamilas’, refiriéndose a los tubérculos.

## Clasificación y descripción
Es una biznaga de la tribu Cacteae, familia Cactaceae. Es un cactus que tiene crecimiento ramificado. Es de forma globosa a cilíndrica, de 8 a 11 cm de altura y 6 a 9 cm de diámetro. Las protuberancias del tallo (tubérculos) son piramidales, de color verde claro a oscuro y presentan jugo lechoso, el espacio entre ellos (axilas) presentan cerdas blancas a translúcidas. Los sitios en los que se desarrollan las espinas se denominan aréolas, en esta especie tienen forma ovalada, con más o menos 26 espinas, 1 a 2 de ellas en el centro de la aréola (centrales), son aciculares, pardo rojizas con el ápice oscuro, mientras que las espinas de la orilla (radiales) son blancas con la base amarilla. Las flores son pequeñas y tienen forma de embudo, miden 17 a 20 mm de longitud y son de color de rosa a rojo escarlata. Los frutos son claviformes, de color rojo escarlata, las semillas son pardas. Es polinizada por insectos y se dispersa por semillas.

## Distribución
Es endémica del estado de Puebla, en el Valle de Tehuacán-Cuicatlán, en la cuenca alta del río Papaloapan.

## Ambiente
Se desarrolla entre los 1200 a 1400 m s. n. m., en matorrales xerófilos.

## Estado de conservación
Debido a sus características, esta especie ha sido extraída de su hábitat para ser comercializada de manera ilegal, aunque no se tiene cuantificación del daño que esto ha producido a las poblaciones. Es endémica a México y se considera en la categoría de Protección especial (Pr) de la Norma Oficial Mexicana 059.  En la lista roja de la IUCN se considera de Datos Deficientes (DD).